# 第74回カンヌ国際映画祭
第74回カンヌ国際映画祭（だい74かいカンヌこくさいえいがさい、2021 Cannes Film Festival）は、2021年7月6日から12日間に渡って開催された。アメリカの映画監督スパイク・リーが審査委員長を務めた。
当初は2021年5月11日から22日に開催を予定していたが、7月に開催を延期した。

## 概要
パルム・ドールはジュリア・デュクルノー監督の『TITANE/チタン』が受賞した。デュクルノー監督は女性監督としては1993年のジェーン・カンピオン監督の『ピアノ・レッスン』以来2人目の受賞となったが、その当時はチェン・カイコー監督の『さらば、わが愛/覇王別姫』との共同受賞となったため、今回は初の女性監督の単独での受賞となった。
また、日本からはコンペティションに濱口竜介監督の『ドライブ・マイ・カー』、フランス・ドイツ・ベルギー・メキシコとの合作『アネット』、ある視点にフランス・ドイツ・ベルギー・イタリアとの合作『ONODA 一万夜を越えて』、カンヌ・プルミエールに細田守監督の『竜とそばかすの姫』、シネフォンダシオン部門に武蔵野美術大学から黄夢璐監督の『およげるネコ』、カンヌ・クラシックスから修復作品として『夜叉ヶ池』と『月は上りぬ』、ドキュメンタリー作品としてフランスとの合作『Satoshi Kon, l'illusioniste』、監督週間にフランスとの合作による短編作品『不安な体』がそれぞれ出品され、『ドライブ・マイ・カー』が脚本賞、国際映画批評家連盟賞、AFCAE賞、エキュメニカル審査員賞、『アネット』が監督賞を受賞した。